# Viktor Thorn (combiné nordique)
Pour le skieur de fond suédois, voir Viktor Thorn (ski de fond).
Pour l'homme politique et avocat luxembourgeois, voir Victor Thorn.
Pour les articles homonymes, voir Thorn.
Viktor Thorn, né en 1874 et décédé en 1950, est un coureur du combiné nordique norvégien. À la suite de son succès au Festival de ski d'Holmenkollen dans le combiné nordique, il remporte la première médaille Holmenkollen en 1895.

## Résultats
- Festival de ski d'Holmenkollen
  - Il a gagné cette compétition en combiné nordique (no) en 1895[2].
- Au cours de sa carrière, il a remporté 1 Kongepokal en 1895.